# Parepilysta wiedenfeldi
Parepilysta wiedenfeldi är en skalbaggsart som beskrevs av Stefan von Breuning 1961. Parepilysta wiedenfeldi ingår i släktet Parepilysta och familjen långhorningar. Inga underarter finns listade i Catalogue of Life.